# Mir-Hossein Mousavi
Mir-Hossein Mousavi Khameneh (persisk: میرحسین موسوی خامنه; født 2. marts 1942 i Khameneh i Øst-Aserbajdsjan) er en iransk reformistpolitiker, maler og arkitekt, som var Irans femte og sidste premierminister fra 1981 til 1989 – derefter blev premierministerposten afskaffet.
Han var kandidat til Irans præsidentvalg 2009, hvor han blev erklæret slået af den siddende præsident Mahmoud Ahmadinejad. Mousavi selv protesterede over valgresultatet, hvilket han er overbevist om skyldes valgsvindel. 
Han var også leder for demonstrationerne efter valget [kilde mangler].